# 陸英修
陆英修（韓語：육영수，1925年11月29日—1974年8月15日），前韩国第一夫人，韩国第5至9任总统朴正熙的第二任妻子，亦是韩国第18任总统朴槿惠的母亲。
陆英修1925年11月29日出生于今韩国忠清北道沃川郡名门。朝鲜战争期间，陆英修经她的表哥陆军本部情报局少尉宋在千与离异的朴正熙相识，之後结婚，膝下有两女一男。1961年朴正熙发动五一六政变，当选韩国第5届总统，陆英修成为韩国第一夫人。1974年8月15日，被前来刺杀朴正熙的朝鲜间谍文世光的流弹误杀身亡。

## 出身
陆英修1925年11月29日（农历10月14日）出生于今韩国忠清北道沃川郡的名门望族家庭，在家排行第三，有一个哥哥，一个姐姐和一个妹妹。他的父亲陆钟宽是当地首屈一指的大富豪。陆家的官府是座朝鲜王朝上层社会豪宅，因17世纪初相继入住金政丞、宋政丞、闵政丞等三位政丞，而被称为“三政丞府”。陆钟宽豪擲了一半的财产买下了这座豪宅。豪宅的西面留有朝鲜王朝的国立学校乡校，因此陆英修的家也被称为“校东府”。目前“校东府”是忠清北道第123号文化遗产。陆英修的母亲李庆龄是高丽大文豪李齐贤的后裔，受过传统儒家教育。:5-7

## 学生及青年时期

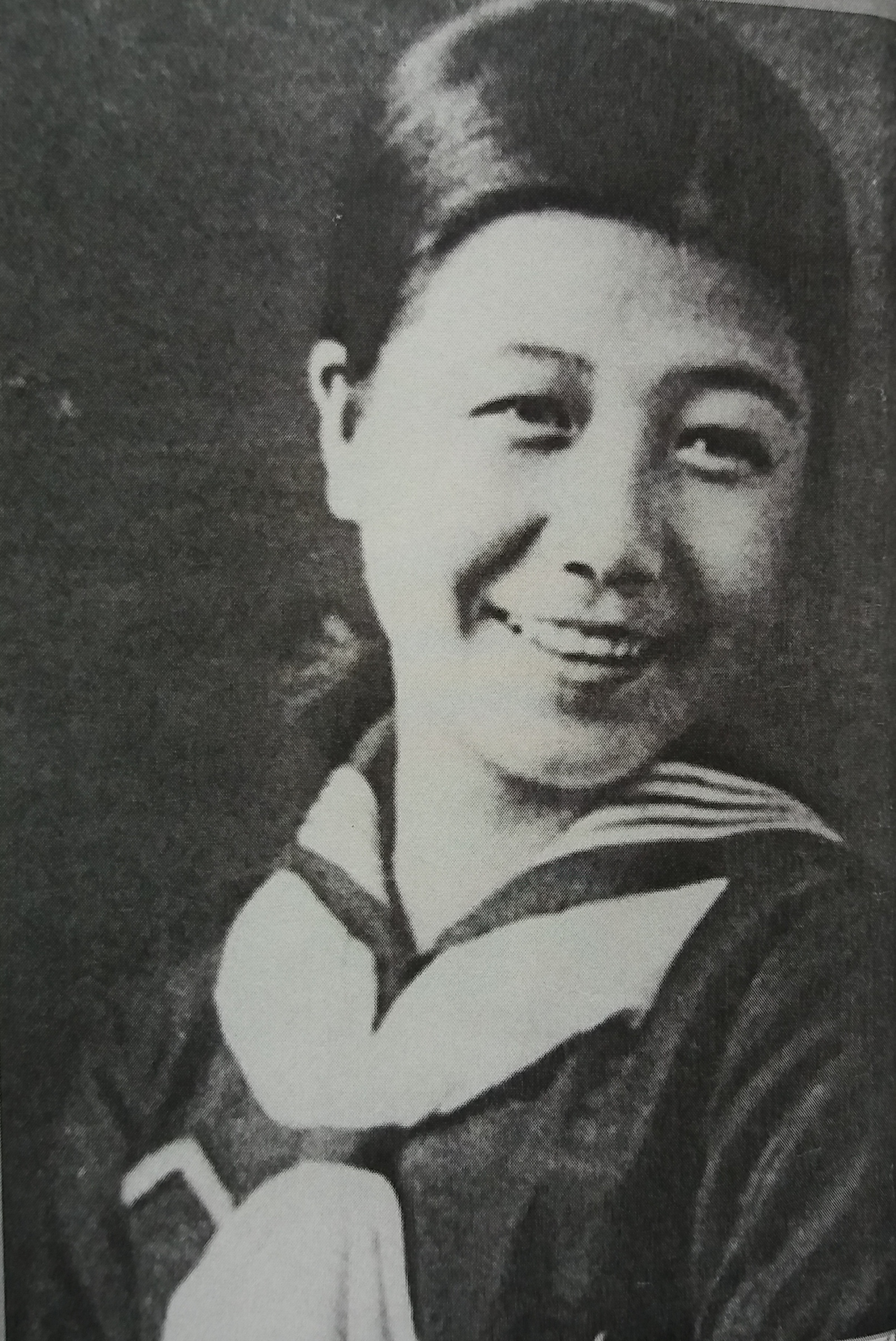
少年时代的陆英修

陆英修8岁开始在竹香小学上学。虽然陆英修是富人家的千金，但她从不自居為富人家的孩子，还经常帮助穷人家的孩子，学习成绩在45人的班里总是名列前五。10岁左右，她就能把算盘打得得心应手，经常帮助她的父亲管理账簿。1938年，陆英修小学毕业后，考入首尔培花高等女子学校，是该校唯一一位从忠清北道乡村小学入学的学生。她的入学考试成绩在105名的新生中排第6名。1942年，陆英修从首尔培花高等女子学校毕业后，原本打算继续考入上一级学校，但她的父亲认为女孩读到高中就足够了，不支持她继续读书。:9-17
陆英修毕业回到了老家沃川后，开始帮助她的父亲管理家族产业。1945年8月15日，日本无条件投降后，韩国迎来独立。同年10月，她应邀成为沃川女子学校的一名家政老师，1949年1月辞职。:19-23

## 与朴正熙结婚
1950年6月25日朝鲜战争爆发后，陆钟宽举家迁往釜山。同年8月，陆英修的表哥陆军本部情报局少尉宋在千来陆家为朴正熙提亲。当时朴正熙在釜山任陆军本部情报局第一科科长。朴正熙是宋在千在大邱师范学校的校友，比他高一个年级。两人同在陆军本部情报局工作，关系很好。由于朴正熙离过婚，比陆英修大8岁，而且是当兵的，两人婚事遭到陆钟宽的强烈反对。不过两人见面后，陆英修对朴正熙印象甚好，而且陆英修的母亲和其它家人都不反对这桩婚事。1950年9月15日，联合国军仁川登陆的当天，朴正熙晋升为中校，后受命迁往大邱。在离开釜山的前一天，朴正熙和陆英修许下了婚约。避难结束后，陆钟宽带着家人回沃川。但陆英修和她的母亲在经过大邱的时候下了车。随后，朴正熙和陆英修举行了订婚仪式。同年10月，朴正熙晋升为第九师参谋长，调到大田。1950年12月12日，两人在大邱市溪山洞举行了婚礼。证婚人是大邱市长许亿。陆英修的父亲没有出席两人的婚礼。:24-43:79-83
由于当时韩国军人的工资很低，陆英修与朴正熙结婚后，生活非常拮据。她的母亲李庆玲由于支持两人的婚事，也没法回到老家沃川，只好与女儿女婿一起过苦日子。虽然生活条件不宽裕，但陆英修对朴正熙体贴入微。1952年，陆英修生下长女朴槿惠，两年后生下二女儿朴槿姈，1958年生下第三个孩子朴志晚。1961年5月16日，朴正熙发动政变掌握韩国大权。同年7月，朴正熙出任国家重建最高会议议长。之后，陆英修一家搬进议长公馆。1963年10月，朴正熙的大选中击败尹潽善当选韩国第5届总统。:44-70

## 第一夫人时期
1963年12月18日，在朴正熙总统就职仪式的第二天，陆英修携家人搬进了青瓦台，成为韩国第一夫人。在她担任韩国第一夫人期间，她倾听民众疾苦，尽其所能帮助穷苦和有困难的民众，深受韩国国民爱戴。她每天都阅读新闻材料，并接见，拜访大量普通民众。她还把自己的所见所闻转达给朴正熙，不管他爱不爱听，因此被称为“青瓦台的在野党”。:77

### 慈善团体“阳地会”
1964年，陆英修成立了由总统夫人、高级官员夫人和各级领导夫人为成员的慈善团体“阳地会”。阳地会成立之初仅是最高会议委员夫人们自发组成的没有名字的小团体，其目的是为了倡导勤俭节约，为国民做榜样。后来开始从事慈善事业，而取名“阳地会”。为帮助穷苦国民，阳地会会员募捐200多万韩圆在首尔东大门区崇仁洞设立了会馆，帮助200多名女性解决吃住问题，并向她们提供西装裁制、美容美发、编织等方面的职业培训。阳地会在韩国9个城市设有女性会馆，倡导女性积极参与社会事务。为提高家庭主妇的素养，会馆开设有教室和图书馆。阳地会也为餐饮业从事者和公交车售票员提供受教育的机会。每年，阳地会都会为女性提供技能培训。:98-100

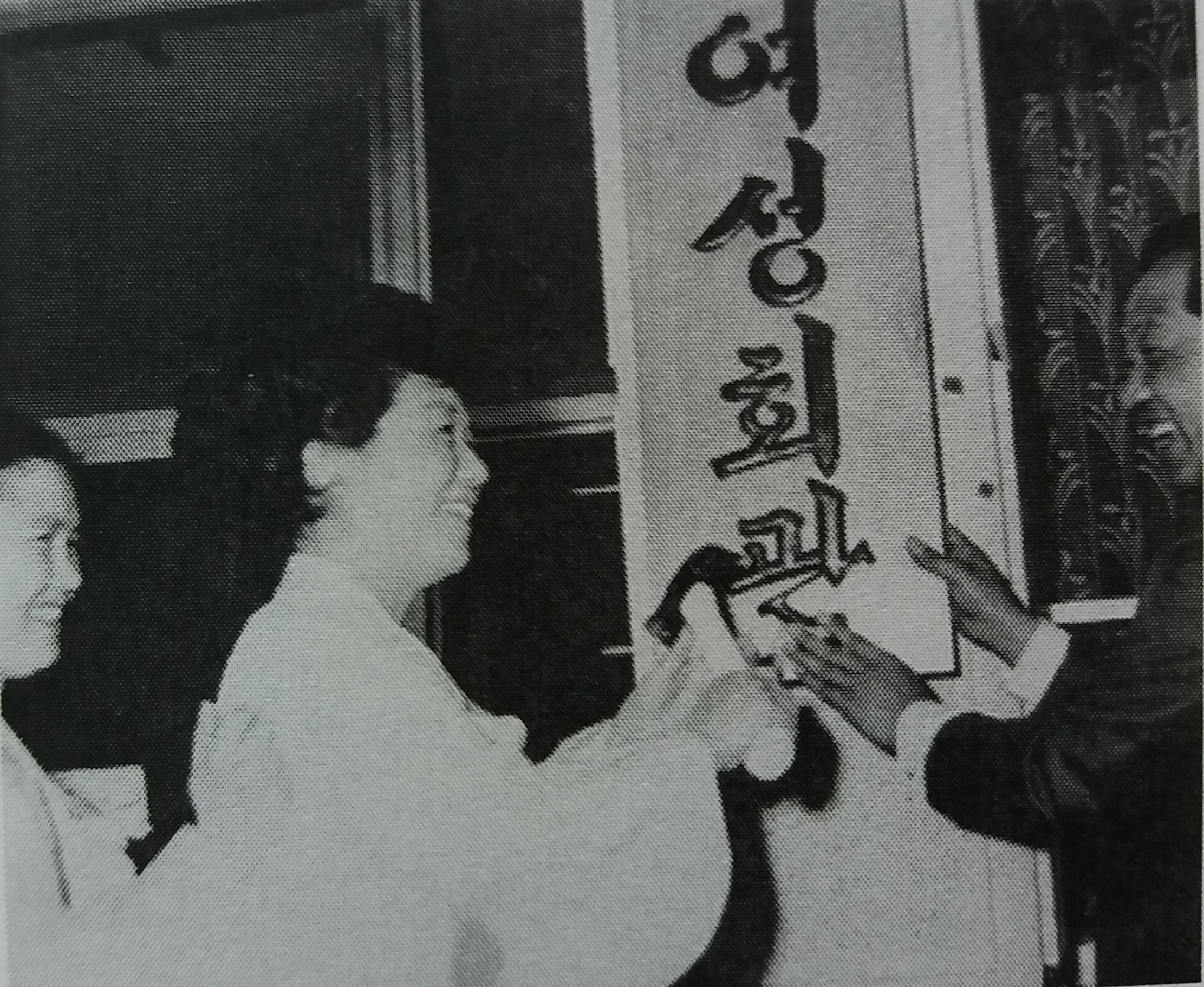
陆英修庆祝女性会馆成立

阳地会举办照顾老人的“星期一敬老会”，此外还建有免费诊所，为难民村的村民免费提供治疗。阳地会还定期举行全体会员访问孤儿院、儿童医院等活动，也有帮助灾民、难民，救助失足妇女的临时性活动。:104-107

### 热衷教育
1968年，首尔大学为培养人才创建有利环境，在陆英修的主导下筹建了以陆英修和朴正熙名字命名的新宿舍“正英舍”。学习成绩排名靠前的京外学生才能入住正英宿舍。她有时还会把正英舍的毕业生邀请到青瓦台，和他们一起吃炸酱面。:193-194
1969年，陆英修设立青少年福祉财团“育英财团”，帮助青少年树立正确的国家观念，提高科学与文化艺术素养。1967年，她创办了韩国首个儿童杂志《同龄人》，并亲自负责编辑发行。她会把《同龄人》十分之一的发行量免费邮寄给乡镇、孤岛和偏远地区。1968年，阳地会开始发行农渔村女性启蒙杂志《希望的灯火》，汇集在穷苦环境下坚持自立自强的真人真事。:194-205
陆英修在首尔筹建有儿童大公园和儿童会馆，在釜山筹建有儿童会馆。首尔的儿童会馆于1970年5月25日正式开放，是当时亚洲最大的儿童会馆。:201-202

1972年，美国下议院议员奥托·菲斯曼向陆英修捐助了25万美元的活动资金。她用这笔捐款开办了为穷困青少年提供职业教育的“正修职业学校”。1973年10月17日，朴正熙和陆英修一起出席了开学典礼。1974年7月6日，成立不到一年的正修职业学校就在全国技能大赛中取得了优异的成绩。同年9月2日，第一批学员毕业。:203-205

### 帮助麻风病人
陆英修非常关心麻风病人这个弱势群体，经常辗转于韩国各个麻风村，毫无顾忌地和村民握手。为了能让麻风病人有好心情，1965年植树节期间，她给9个麻风病村送去了花籽。村民们后来给她寄去了开满鲜花的照片和感谢信。在得知麻风病人无法去公共浴池洗澡后，她特意为麻风病人建了专用浴室。为帮助麻风病人提高收入，她在村民的提议下，帮助麻风村养猪，为村民免费提供种猪。她的帮助活动在韩国新村运动的带动下，取得了非常好的效果。麻风村的养殖业一步步地走向正规，而且家家户户都通了自来水和电。村民的生活条件得到很大的改善:206-211。陆英修去世后，麻风病村村民集资11.5万韩圆为她修建了纪念碑:249。

### 其它
陆英修每天都会收到大量群众来信。她一直都坚持一一回信。如果是自己能解决的问题，她会联系秘书和相关行政机构处理。如果是在她能力范围之外的问题，她会回信寻求当事人的谅解，以免让当事人白等。:118-119
陆英修非常关心红十字会的活动。女性服务咨询委员会每个星期都在红十字礼堂举行礼物制作和缝纫志愿活动，以帮助生活困难的民众。陆英修很擅长缝纫，每个月都会参加现场劳动。此外，她还积极参加红十字会星期三的志愿者活动，帮助红十字医院护士护理病人，并参加献血活动。:98-100
陆英修还很关心韩国士兵的疾苦。越战期间，阳地会为一线官兵送去了1万个慰问袋，并给国防部送去了1000袋大米。为了能让口袋空空的休假返乡士兵，吃上像样的饭，她还在龙山火车站前为建了一个伙食供应中心。此外，她还帮助伤残军人创业，使他们能够自食其力。:108-113

### 外事活动
1964年，陆英修跟随朴正熙出访西德。到达西德后，陆英修和朴正熙看望了韩国派遣到西德的矿工和护士。与韩国矿工和护士的会见场面感人，陆英修和朴正熙与在场矿工和护士众人皆泪流不止，连在场的西德总统吕布克也流下热泪。在西德期间，陆英修还访问了波恩市的女子实业学校。这所学校招收的是因贫困辍学的小学毕业生，为她们提供职业技能培训。德国媒体用“韩国总统夫人的魅力”等标题，对陆英修的访问进行了详细报道。:129-139
1966年，陆英修与朴正熙访问泰国期间，泰国诗丽吉王后陪她参观了泰国红十字会，并亲手为她戴上红十字勋章。他是继荷兰朱丽安娜女王、马来西亚萨哈拉王后、丹麦英格丽特王妃、日本皇太子妃之后第五位获得红十字勋章的女性。:143
此外，陆英修还与朴正熙出访过美国、马来西亚等国家。其它国家元首访韩，她也会亲自安排欢迎晚宴的菜单，晚宴会场的布置等。:140-147

## 遇刺身亡
1974年8月15日，陆英修与朴正熙出席在韩国中央國立劇場举行的光复节庆祝活动。在朴正熙讲话期间，来自日本的朝鲜刺客文世光，突然在台下向朴正熙开枪，但没有打中。朴正熙随即躲在讲台后。在之后的不到20秒中，文世光向主席台又打了7枪。之后文世光被当场捉住。混乱之中，坐在主席台的陆英修头部中弹，后被送到首尔大学医院急救5小时40分钟，但手术结束后仍然没有脱离危险。当天晚上7点，陆英修最终去世。:226-230
陆英修去世后，韩国为她举行了国葬。数以万计的韩国民众来到她的灵前吊唁。各国主要媒体在头版头条报道了她突然去世的消息。多国国家元首向朴正熙表示哀悼。1974年8月19日，陆英修的遗体被送到韩国国立墓地安葬。:232-240
陸英修死後，朴正熙沒有再結婚，本來陸英修擔任的韓國第一夫人由女兒朴槿惠接任，而朴正熙在五年後也遇刺身亡。

## 家庭

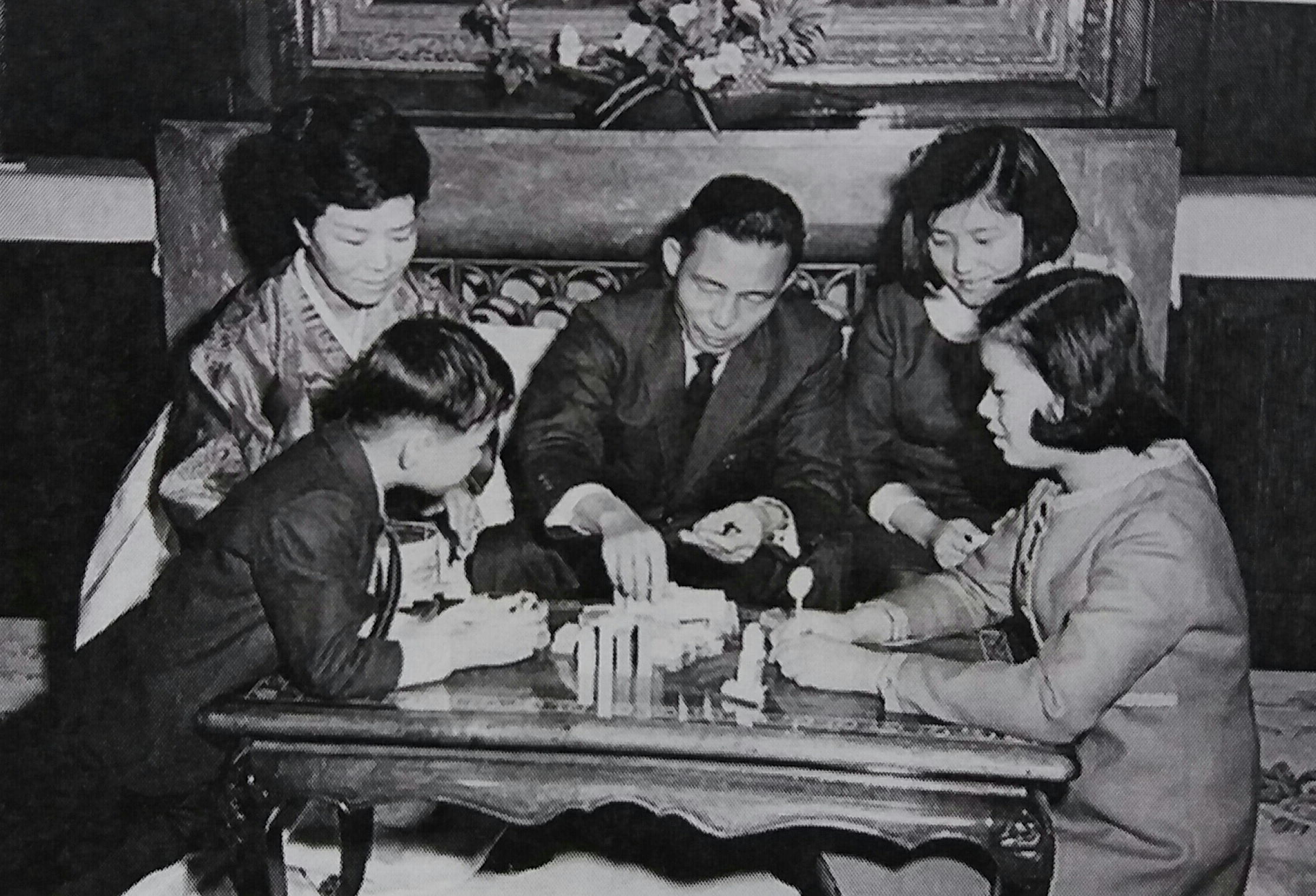
陆英修夫妇与子女们

1950年12月12日，陆英修与朴正熙在大邱市结婚，膝下育有两女一男:37-42。
- 長女朴槿惠（박근혜，1952 - ）：大韩民国第18任总统
- 次女朴槿姈（박근령，1954 - ）：原陆英财团理事长
- 長子朴志晚（박지만，1958 - ）：韩国金属复合材料制造公司EG总裁